# Liste des épisodes de The Super Hero Squad Show

Cet article est une liste des épisodes de la série télévisée d'animation américaine The Super Hero Squad Show.
À l'ouverture des épisodes, Hulk prend un fragment de l'Épée l'Infini et est transformé par ses pouvoirs en quelque chose de différent à toutes les fois. En plus, chaque intertitre de l'épisode est un hommage à un comic classique qui sera abordé par l'épisode.

## Saison 1: 2009 – 2010
| EP# | Titre                                                                                            | Réalisateur       | Scénariste                                            | Date de diffusion | Code Prod. |
| --- | ------------------------------------------------------------------------------------------------ | ----------------- | ----------------------------------------------------- | ----------------- | ---------- |
| 1 | And Lo... A Pilot Shall Come! / Y a-t-il un pilote dans ... le squad ?                           | Michael R. Gerard | Matt Wayne                                            | 14 septembre 2009 | 101        |
| Les Super-héros se battent pour garder un morceau loin du Docteur Fatalis lorsqu'il décide d'envoyer l'Homme-Taupe et ses monstres, ainsi que Fin Fang Foom attaquer Superhero City. l'Homme-Taupe réussira à insérer le morceau dans son bâton ce qui lui permettra d'avoir une super-vitesse et le pouvoir du contrôle de l'esprit. Transformation de Hulk : Baby Hulk Première apparition de : Iron Man, Miss Marvel, Maire de Superhero City, Captain America, Wolverine, Hulk, Le Faucon, Redwing, Surfer d'Argent, Thor, Docteur Fatalis, l'Homme-Taupe, Tornade, Fin Fang Foom, Megataur, Tricephalous, Manoo, Quatre Fantastiques (Mr Fantastique, La Femme Invisible, La Torche Humaine, La Chose), Abomination, Colossus, Kitty Pryde, Luke Cage, Moloids. Fait référence à : Le Fauve, Cyclope L'intertitre fait hommage à : Fantastic Four #1 |                                                                                                  |                   |                                                       |                   |            |
| 2 | To Err is Superhuman! / L'erreur est surhumaine                                                  | Michael R. Gerard | James Krieg                                           | 14 septembre 2009 | 102        |
| Wolverine est assigné à l'entraînement de Reptil (un héros recrue avec une amulette qui peut transformer n'importe quelle partie de son corps en dinosaure) avant que Docteur Fatalis envoie l'Abomination et les Démolisseurs pour obtenir le dernier des morceaux. Transformation de Hulk : Joe Fixit Première apparition de : Reptil, Œil-de-Faucon, MODOK, Démolisseurs (le Démolisseur), Le Boulet, Le Compresseur, Le Bulldozer), Doombots. Fait référence à : Mister Sinistre L'intertitre fait hommage à : Thor #148 |                                                                                                  |                   |                                                       |                   |            |
| 3 | This Silver, This Surfer! / Le surfeur du cosmos                                                 | Michael R. Gerard | Mark Hoffmeier                                        | 26 septembre 2009 | 103        |
| Se joint à l'équipe l'irritable Surfer d'Argent qui ne parvient pas à s'habituer à la vie terrestre. Docteur Fatalis envoie l'Abomination et MODOK pour capturer le Surfer d'Argent dans le but de lui retirer son pouvoir cosmique. La Super Hero Squad ira le sauver tandis que le Docteur Fatalis utilise le Pouvoir cosmique siphonné pour assembler ses nombreux morceaux en une Dague de l'Infini. Transformation de Hulk : Hulk le gris Fait référence à : Galactus L'intertitre fait hommage à : Fantastic Four #50 |                                                                                                  |                   |                                                       |                   |            |
| 4 | Hulk Talk Smack! / Hulk, du vert au gris                                                         | Patty Shinagawa   | Eugene Son                                            | 3 octobre 2009    | 104        |
| Pendant une bataille chaotique avec Klaw et Songbird, un pouvoir cosmique d'un des morceaux transforme Hulk en Hulk le gris. Cette forme le fait être un homme très intelligent qui n'aime pas se battre et qui pense que la Super Hero Squad sont des enfantillages. Pour se racheter Klaw et Songbird rencontrerons le Fondeur et Le Crapaud pour trouver un morceau dans la citerne locale[pas clair]. Transformation de Hulk : MODOH (Mental Organism Designed Only for Hulking) Première apparition de : La Guêpe, Klaw, Songbird, Le Crapaud, Le Fondeur, Damage Control Fait référence à : Amadeus Cho, X-Men (film) L'intertitre fait hommage à : The Incredible Hulk # 1 (L'incroyable Hulk #1) |                                                                                                  |                   |                                                       |                   |            |
| 5 | Enter: Dormammu! / Dormammu le terrible !                                                        | Patty Shinagawa   | Charlotte Fullerton                                   | 10 octobre 2009   | 105        |
| Des pouvoirs surnaturels met la Superhero City à l'envers tandis que Super Hero Squad combattent Dents de sabre et le Fléau. La Super Hero Squad recherche l'aide du Docteur Strange (qui agit peut pour l'instant). Docteur Strange ouvre un portail dans la dimension noire permettant à Dormammu d'entrer et recherche les morceaux situées dans la Voûte et dans Villainville. Transformation de Hulk : Hulk-Bot (quelque peu similaire à Optimus Prime des Transformers) Première apparition de : Docteur Strange, Dormammu, Mindless Ones, Dents de sabre, Wong, Le Fléau Fait référence à : Amora l'Enchanteresse L'intertitre fait hommage à: Strange Tales #122 |                                                                                                  |                   |                                                       |                   |            |
| 6 | A Brat Walks Among Us! / Une petite peste est parmi nous                                         | Michael R. Gerard | Michael Ryan                                          | 17 octobre 2009   | 106        |
| Une petite fille de 3 ans du nom de Brynnie Bratton décide de demander aux Héros à engager (équipe formées de Luke Cage, Iron Fist et Misty Knight) d'aider son père, mais aussi pour porter un diadème avec un morceau qui la rend invincible. Les héros et les vilains doivent faire avec son puissant pouvoir tandis que Le Faucon aide les héros localiser le père de Brynnie et parvient à le contrôler. Transformation de Hulk : Wolverine-Hulk Première apparition de : Iron Fist, Misty Knight, Pyro, l'Homme-Toupie, Zzzax, Brynnie Bratton L'intertitre fait hommage à : Power Man and Iron Fist #50 |                                                                                                  |                   |                                                       |                   |            |
| 7 | Oh Brother! / Loki aide Fatalis !                                                                | Patty Shinagawa   | Eugene Son                                            | 2 janvier 2010    | 107        |
| Loki convainc Docteur Fatalis d'envahir Asgard sa propre armée et le persuade de laisser Abomination, MODOK, Klaw, Le Fondeur, et Dents de sabre l'aider. Sif et Thor avec l'aide du Faucon, Reptil et de Wolverine aideront à combattre la Lethal Legion. Pendant ce temps, Iron Man, Hulk et le Surfer d'Argent essaient dans Villainville de s'emparer des morceaux que possède Docteur Fatalis. Transformation de Hulk : Bruce Banner Première apparition de : Loki, Heimdall, Sif, Warriors Three (Fandral, Hogun, Volstagg) Fait référence à : Diablo, Odin L'intertitre fait hommage à : The Avengers #1 |                                                                                                  |                   |                                                       |                   |            |
| 8 | From the Atom... It Rises! / L'attaque du scorpion                                               | Patty Shinagawa   | Mark Hoffmeier                                        | 20 octobre 2009   | 108        |
| Lorsque Scorpio essaie de voler secret de Stark Enterprises, le Super Hero Squad essai de comprendre pourquoi il fait cela. Ce que ni eux, ni le Docteur Fatalis, ni MODOK, ni l'Abomination et ni même l'Homme-Taupe savent encore c'est que Scorpio est en fait Nick Fury déguisé. Transformation de Hulk : La Vision Première apparition de : Nick Fury Fait référence à : HYDRA L'intertitre fait hommage à : Nick Fury, Agent of SHIELD #1 Clin d'œil : Iron Man utilise mot pour mot dans une aventure de Nick Fury, une réplique du film L'Espion qui m'aimait. |                                                                                                  |                   |                                                       |                   |            |
| 9 | Night in the Sanctorum! / Une nuit dans le sanctuaire                                            | Michael R. Gerard | John Rozum                                            | 21 octobre 2009   | 109        |
| Amora l'Enchanteresse utilise sa magie pour faire écraser l'Héliporteur dans la grande muraille près de Villainville et Miss Marvel reproche au Faucon de ne pas arriver à temps. Après les attentats chez Stark Enterprises, au camion du Punisher et à la maison du Reptil, le Super Hero Squad se retrouvent au Sanctuaire où le Docteur Strange les avertis qu'il y a un maléfice qui leur cause leurs mésaventures. Transformation de Hulk : La Fièvre du samedi soir Hulk Première apparition de : Baron Mordo, Amora l'Enchanteresse, Le Punisher Fait référence à : Frère Vaudou, Les Inhumains, L'Homme-molécule, Miss Hulk, Shuma-Gorath, Texas Twister L'intertitre fait hommage à : Strange Tales #150 |                                                                                                  |                   |                                                       |                   |            |
| 10 | This Forest Green! (Cette forêt verte!)                                                          | Patty Shinagawa   | Atul Rao                                              | 22 octobre 2009   | 110        |
| Lorsque MODOK et Abomination manquent une autre mission de récupération d'un morceau, le Docteur Fatalis leur donne comme équipier Tête d'Œuf pour infiltrer l'Héliporteur Modèle:Pas sûr. Quand l'Homme-Fourmi est appelé en renfort, il est un miniature, et tous combattent pour le morceau. Hulk Transformation : Hulk-Simpson Première apparition de : Henry Pym, Tête d'Œuf Fait référence à : Le Penseur Fou, Vif-Argent, Whizzer, Véga, Joe Fixit L'intertitre fait hommage à: Tales to Astonish #35 |                                                                                                  |                   |                                                       |                   |            |
| 11 | O, Captain, My Captain! (Ô Capitaine, Mon Capitaine)                                             | Michael R. Gerard | Nicole Dubuc                                          | 23 octobre 2009   | 111        |
| Lorsqu'il est tanné de tout ce qu'il peut obtenir avec la Super Hero Squad, Wolverine décide de se joindre à l'internationale All-Captains Squad (composée de Captain America, Captain Australia, Captain Brazil, Captain Britain et Captain Liechtenstein) comme Captain Canada où il apporte son aide pour combattre l'Homme-plante dans l'Amazon. Durant ce temps, le reste du Super Hero Squad sont embêtés par une rencontre au cirque Ringmaster quand le Docteur Fatalis envoie Abomination et MODOK. Hulk Transformation : Hulk-bébé Première apparition de : Captain Australia, Captain Brazil, Captain Britain, Captain Liechtenstein, Homme-plante, Ringmaster Fait référence à : Crâne Rouge L'intertitre fait hommage à : Giant-Size X-Men #1 |                                                                                                  |                   |                                                       |                   |            |
| 12 | If This Be My Thanos! (Si c'est être Thanos)                                                     | Patty Shinagawa   | Eugene Son                                            | 24 octobre 2009   | 112        |
| Avec quelques membres en vacances, Iron Man et Hulk aident Les Quatre Fantastiques lorsque Super-Skrull et son acolyte Skrull envahissent Superhero City. Durant ce temps, Thanos et Docteur Fatalis forment une alliance pour obtenir un artefact particulier des building Baxter. Les Quatre Fantastiques et d'autres membres du Super Hero Squad combattent Skrull, le Faucon et H.E.R.B.I.E. pour défendre le building Baxter de Abomination, MODOK et le Piégeur. Transformation de Hulk : Hulk Le gris Première apparition de : H.E.R.B.I.E., les Skrulls, Super-Skrull, Le Piégeur, Thanos (Présentement un Skrull déguisé). Fait référence à : Uatu le Gardien Fait référence à la vie réelle de : Don Heck L'intertitre fait hommage à : Fantastic Four #18 |                                                                                                  |                   |                                                       |                   |            |
| 13 | Deadly Is The Black Widow's Bite! (Mortelle est la morsure de la Veuve Noire!)                   | Michael R. Gerard | Histoire : Charlotte Fullerton, Émission : Eugene Son | 31 octobre 2009   | 113        |
| La Veuve Noire rejoint le Super Hero Squad et démontre qu'elle est toujours forte contre Abomination, MODOK et Songbird. Méconnue à eux, elle est en fait Mystique envoyée par Docteur Fatalis, déguisée pour voler les morceaux de l'épée. Lorsque Mystique (à ses côtés, Abomination, Klaw, MODOK et le Crapaud) passent proches d'obtenir le morceau située dans la Voûte, la Super Hero Squad se résigne à demander l'aide d'un agent SHIELD : Songbird. Transformation de Hulk : MODOH (Mental Organism designed only for Hulking) Première apparition de : La Veuve Noire, Mystique et Songbird Fait référence à : Dire Wraith, Impossible Man et The Rocky and Bullwinkle Show L'intertitre fait hommage à : Tales of Suspense #53 |                                                                                                  |                   |                                                       |                   |            |
| 14 | Tremble at the Might of... M.O.D.O.K.! (Tremblez sous la puissance de MODOK!)                    | Patty Shinagawa   | Mark Hoffmeier                                        | 7 novembre 2009   | 114        |
| MODOK et Loki conspirent pour renverser le Docteur Fatalis et prennent sa place de chef des alliés villains après que MODOK ait mangé un des morceaux. Afin d'arrêter MODOK et Loki, la Super Hero Squad et Tornade doivent faire équipe avec la Panthère Noire et contre leur gré, avec Docteur Fatalis... Transformation de Hulk : Joe Fixit Première apparition de: La Panthère Noire, Impossible Man, Le Leader, Tana Nile, Uatu le Gardien et le Watcher L'intertitre fait hommage à : Avengers #118 |                                                                                                  |                   |                                                       |                   |            |
| 15 | Mental Organism Designed Only for Kisses! (Organisme mental conçu uniquement pour les baisers !) | Michael R. Gerard | Matt Wayne                                            | 14 novembre 2009  | 115        |
| Amora l'Enchanteresse utilise un asgardien, Love Lutefisk pour faire tomber Thor en amour avec elle. Le sort rebondit sur Miss Marvel qui tombe en amour avec MODOK. La conséquence est que le SHIELD doit utiliser Œil-de-Faucon pour amener Miss Marvel loin de MODOK pour qu'elle ne soit pas amenée du côté du Docteur Fatalis. En même temps, le projet de l'Exécuteur pour défaire le sort Thor afin que Amora l'Enchanteresse l'elle à sa place, échoue. Aussi, Thor tombe en amour avec la Valkyrie. Transformation de Hulk : Hulk Bot Première apparition de : Executioner, Odin et La Valkyrie Fait référence à : Frigga L'intertitre fait hommage à : Avengers #7 Note : Quand Hulk allume le téléviseur lorsque vient Œil-de-Faucon, vous pouvez entendre Bob l'éponge rire. Tom Kenny, la voix d'Iron Man, a également fait le doublage de Bob l'éponge. Aussi, au cours du flashback sur Amora l'Enchanteresse, Thor demande à sa "bande" More cowbell, un hommage à un sketch très connu de Saturday Night Live. |                                                                                                  |                   |                                                       |                   |            |
| 16 | Invader From the Dark Dimension! (Envahisseur de la dimension noire)                             | Patty Shinagawa   | Mark Hoffmeier                                        | 21 novembre 2009  | 116        |
| Lorsque le Baron Mordo possède Iron Man le transformant en Iron Menace, il s'échappe de la Dimension Noire, il envisage de prendre le contrôle de Super Hero City et Villainville. Quand Wolverine, le Faucon, Redwing et l'Abomination finisse sous le contrôle d'Iron Menace, Hulk, le Surfer d'Argent et Thor doivent faire équipe avec le Docteur Strange et Valkyrie pour former une équipe de Defenders et arrêter le plan machiavélique du Baron Mordo. Le Docteur Fatalis et MODOK doivent les aider à contrecœur lorsque Iron Menace prend le contrôle de l'Abomination. Transformation de Hulk : Wolverine-Hulk Fait référence à : Le Magicien d'Oz L'intertitre fait hommage à : Defenders vol 1 #2 |                                                                                                  |                   |                                                       |                   |            |
| 17 | Tales of Suspense!                                                                               | Patty Shinagawa   | Eugene Son                                            | 5 décembre 2009   | 117        |
| War Machine fait équipe avec Iron Man quand le Docteur Fatalis, la Dynamo Pourpre, et le Fondeur se regroupent dans un complot pour éliminer Iron Man. Pendant ce temps, Wolverine et Reptil affronte l'Abomination et MODOK dans un jeu de golf. Transformation de Hulk : Bruce Banner Première apparition de : La Dynamo Pourpre, War Machine Fait référence à : Devil Dinosaur & Moon-Boy, Forbush Man, Les Illuminatis, L'Initiative, Magnéto, Le Mandarin, Squirrel Girl, L'Homme de Titanium, Miss Hulk L'intertitre fait hommage à : Tales of Suspense #39 Note : Quand Iron Man lutte contre War Machine, il mentionne Reading Rainbow que LeVar Burton héberge. |                                                                                                  |                   |                                                       |                   |            |
| 18 | Stranger From a Savage Land! (L'étranger de la Terre Sauvage !)                                  | Michael R. Gerard | John Rozum                                            | 12 décembre 2009  | 118        |
| Un smilodon est présenté à Super Hero City. Cet animal préhistorique provient de la Terre Sauvage, une jungle mystérieuse dont le seigneur est Ka-Zar. Ce dernier apparaît indiquant que le smilodon est en fait son compagnon Zabu. Quand la Super Hero Squad rencontre Ka-Zar, ils apprennent sa mission et l'aide à sauver Zabu. Pendant ce temps, le Docteur Fatalis voit le Star Quartz (qui est capable de lier et fusionner les métaux en présence de vibranium) autour du cou Zabu et envoie le Crapaud, le Boulet, Dents de sabre et Batroc voler le collier de Zabu dans le but de reforger l'Épée de l'Infini. Transformation de Hulk : La Vision Première apparition de : Ka-Zar, Zabu, Batroc L'intertitre fait hommage à : X-Men #10 |                                                                                                  |                   |                                                       |                   |            |
| 19 | Mysterious Mayhem at Mutant High!                                                                | Michael R. Gerard | James Krieg                                           | 19 décembre 2009  | 119        |
| Captain America envoie Wolverine à la Xavier Academy pour obtenir son diplôme et récupérer ses crédits manquants. Reptil le suit pour voir comment est l'Institut et rencontrer les X-Men. Pour aggraver les choses, Ringmaster apparaît et hypnotise toute l'équipe des X-Men afin de trouver un morceau de l'Épée pour le Docteur Fatalis. Transformation de Hulk: La Fièvre du samedi soir Hulk Première apparition de: X-Men (Cyclope, Iceberg, Jean Grey, Lockheed, Professeur Xavier) Fait référence à: Shi'ar L'intertitre fait hommage à: X-Men vol 2 #1 |                                                                                                  |                   |                                                       |                   |            |
| 20 | Election of Evil! (L'élection du Mal !)                                                          | Patty Shinagawa   | Tad Stones                                            | 26 décembre 2009  | 120        |
| La réélection du maire se déroule mal lorsque Tête d'Œuf remporte une victoire écrasante (grâce à un peu de contrôleur d'esprits). Son règne à la mairie de Super Hero City change la vie des héros et des vilains en un cauchemar bureaucratique. Wolverine et le maire sont contre tous les héros et le méchant dans une tentative désespérée pour libérer tout le monde du contrôle mental de Tête d'Œuf et arrêter l'invasion prévue par les super-vilains. Hulk Transformation: Simpson Hulk. Fait référence à: Spider-Man L'intertitre fait hommage à: Iron Man #128 Note: Tête d'Œuf's Commercial is inspired by the Famous Shamwow! Commercial. |                                                                                                  |                   |                                                       |                   |            |
| 21 | Hexed, Vexed and Perplexed!                                                                      | Michael R. Gerard | Nicole Dubuc                                          | 9 janvier 2010    | 121        |
| Magnéto est en ville avec ses enfants, Vif-Argent et la Sorcière Rouge qu'il a amené avec lui pour l'aider dans un sinistre complot visant à voler les morceaux de l'Épée de l'Infini dans le repaire du Docteur Fatalis. Lors du premier combat, Le Faucon développe un béguin pour la Sorcière Rouge après qu'elle guérit Redwing. Transformation de Hulk : Simpsons Hulk Première apparition de : Magnéto, Vif-Argent, Sorcière Rouge Fait référence à la vie de : Jack Kirby L'intertitre fait hommage à: X-Men #1 |                                                                                                  |                   |                                                       |                   |            |
| 22 | The Ice Melt Cometh!                                                                             | Patty Shinagawa   | Michael Ryan                                          | 23 janvier 2010   | 122        |
| Le Docteur Fatalis envoie sa "Team Toxic" (composée de Pyro, Trapster et Zzzaz) au pôle Nord. Son plan est de leur faire construire une machine super-spinner[pas clair] afin de modifier suffisamment la rotation de la Terre afin d'envoyer Super Hero City dans un dispositif spatial construit par le Docteur Fatalis dans son dernier plan pour obtenir les fragments de l'Épée de l'Infini. Seulement, la "Team Toxic" affronte Iron Man, Thor et Wolverine. Tandis que Dr Flatman et Reptil effectuent une conférence sur les calottes polaires, le monde commence à subir des inondations après que Trapster ait déclenché la séquence d'auto-destruction de leur machine causant des dommages aux calottes polaires. Maintenant, Iron Man doit convaincre Iceberg de les aider. Transformation de Hulk: Grey Hulk Première apparition de : Dr Flatman L'intertitre fait hommage à : X-Men #18 |                                                                                                  |                   |                                                       |                   |            |
| 23 | Wrath of the Red Skull!                                                                          | Michael R. Gerard | Mark Hoffmeier                                        | 30 janvier 2010   | 123        |
| C'est l'anniversaire de Captain America et tout ce qu'il veut faire, c'est le célébrer avec ses collègues de la Super Hero Squad et Nick Fury. Afin de montrer à ses sbires à quel point il est machiavélique, le Docteur Fatalis dégèle le méchant la Seconde Guerre mondiale Crâne Rouge. Captain America n'est pas heureux de retrouver son vieil ennemi ainsi que ses vieux tours tout comme le Docteur Fatalis n'est pas très heureux de l'énorme ego de Crâne Rouge. Transformation de Hulk : MODOH (Mental Organism Designed Only for Hulking) Première apparition de : Crâne Rouge, Arnim Zola Fait référence à : Howling Commandos (Dum Dum Dugan, Gabe Jones, Izzy Cohen) L'intertitre fait hommage à : Captain America #100 |                                                                                                  |                   |                                                       |                   |            |
| 24 | Mother of Fatalis! (La mère de Fatalis !)                                                        | Patty Shinagawa   | Eugene Son                                            | 6 février 2010    | 124        |
| Le Docteur Fatalis s'empare de la dimension mystique de Chthon pour libérer sa mère Cynthia Von Fatalis (qui a changé son nom pour "Coco" parce que "Cynthia" est trop terne). Bien que Fatalis se retrouve avec les pouvoirs maléfiques de Chthon, il doit faire face à son enquiquinante mère. Chthon va voir la Super Hero Squad et le Docteur Strange pour obtenir de l'aide. Pendant ce temps, Odin veut que Thor revienne en Asgard et il lui ordonne donc de gérer ses affaires terrestres rapidement avant que son temps ne soit écoulé. Transformation de Hulk : Joe Fixit Première apparition de : Chthon, Cynthia Von Fatalis, la mère de Galactus, la fée Morgane Fait référence à : Unus l'Intouchable Fait référence à la vie de : Don Heck L'intertitre fait hommage à : Avengers #187 |                                                                                                  |                   |                                                       |                   |            |
| 25 | Last Exit Before Doomsday!                                                                       | Michael R. Gerard | Matt Wayne                                            | 13 février 2010   | 125        |
| Le passé du Surfer d'Argent en tant que héraut de Galactus est révélé quand il rencontre un autre héraut, Stardust. Mais le Docteur Fatalis a ses propres plans pour Stardust et son grand patron. Transformation de Hulk : Mecha-Hulk Première apparition de : Galactus, Hérauts de Galactus (Firelord, Stardust, Terrax) L'intertitre fait hommage à : Fantastic Four #49 |                                                                                                  |                   |                                                       |                   |            |
| 26 | This Al Dente Earth! Cette terre Al Dente!                                                       | Patty Shinagawa   | Matt Wayne                                            | 20 février 2010   | 126        |
| Galactus arrive à Super Hero City et veut dévorer la Terre ! Le sort de la planète est dans la balance, mais tous les héros de la ville sont impuissants devant Galactus. Maintenant, la Super Hero Squad doit convaincre le Docteur Fatalis de les aider à reforger l'Épée de Infini afin de vaincre Galactus. Ils y arrivent mais le Surfer d'Argent est le seul qui peut l'utiliser, car il a le Gant de l'Infini. Reptil abandonne ses pouvoirs (qui ont été causés par un fragment fossilisé de l'Épée), et le Surfer d'Argent devient une nouvelle fois le héraut de Galactus. Les pouvoirs de Reptil reviennent sans l'utilisation du fragment. Transformation de Hulk: Wolverine-Hulk Première apparition de: Thanos (le vrai), Phil Sheldon de "Marvels" L'intertitre fait hommage à: Fantastic Four #243 |                                                                                                  |                   |                                                       |                   |            |

## Saison 2
| EP# | Titre                  | Réalisateur | Scénariste | Date de diffusion | Code Prod. |
| --- | ---------------------- | ----------- | ---------- | ----------------- | ---------- |
| 27  | titre français inconnu |             |            |                   | 201        |
|     |                        |             |            |                   |            |